# Карло Бурбон-Сицилийский
Карло Бурбон-Сицилийский (итал. Carlo di Borbone delle Due Sicilie; 24 февраля 1963 года, Сен-Рафаэль, Франция) — претендент на трон Королевства Обеих Сицилий, глава итальянской ветви королевского дома Бурбонов Сицилийских. Носит титул Его Королевского Высочества герцога Кастро.

## Биография
Карло Бурбон-Сицилийский родился 24 февраля 1963 года в Сен-Рафаэль во Франции. Он был младшим ребёнком и единственным сыном в семье наследного принца Фердинандо Марии Бурбон-Сицилийского и Шанталь де Шеврон-Вилетт. До смерти деда по линии отца, Раньери де Бурбон-Сицилийского в 1973 году, он носил титул герцога Ното, а с 1973 по 2008 год — герцога Калабрийского. После смерти отца получил титул герцога Кастро.
Обучался в школе отцов-маристов в Тулоне, затем в колледже Святого Станислава в Ницце, после чего продолжил образование в университете в Париже. Завершив образование, работал в одном из крупнейших рекламных агентств в Нью-Йорке. По возвращении в Европу сотрудничал с рядом крупных итальянских промышленных компаний, войдя в состав их директоров.
Свободно владеет итальянским, французским и английским языками.
В настоящее время является Великим Магистром Военного Константиновского Ордена Святого Георгия. Эту должность и звание он унаследовал от отца. Орден занимается преимущественно благотворительной деятельностью в разных странах мира на всех континентах.
15 мая 2016 года принц Карло, герцог де Кастро обнародовал свое решение изменить правила наследования, которые до сих пор были в силе у этой ветви Бурбонов, чтобы сделать их "совместимыми с международными и европейскими нормами, которые запрещают любую дискриминацию между мужчинами и женщинами". Таким образом салическая система заменяется на абсолютную примогенитуру.

## Семья
31 октября 1998 года женился на Камилле Крочани. В этом браке родились две дочери — принцесса Мария Каролина, герцогиня Палермская (23 июня 2003 года) и принцесса Мария Кьяра, герцогиня Капри (1 января 2005 года). Обе дочери родились в Риме. Ныне семья претендента живёт между Римом, Монако и Парижем, много путешествует.
Одним из увлечений почти всех членов Бурбон-Сицилийского дома является парусный спорт. Они вместе проводят много времени на яхте, а сам Карло Бурбон-Сицилийский ежегодно участвует в регатах.

## Титулы
Его Королевское Высочество, Карло Бурбон-Сицилийский, 18-й герцог Кастро, 10-й Великий Магистр Королевского Ордена Святого Януария, 9-й Великий Магистр Королевского Ордена Святого Фердинанда, 59-й Великий Магистр Константиновского Военного Ордена Святого Георгия, 9-й Великий Магистр Королевского Военного Ордена Святого Георгия острова Реюньон, 8-й Великий Магистр Королевского Ордена Франциска Первого.

## Знаки отличия
- Кавалер Большого Креста за Заслуги Итальянской Республики
- Кавалер Большого Креста Благочестия и Послушания (Мальтийский Державный военный Орден)
- Кавалер Большого Креста ордена Святой Агаты (Республика Сан-Марино)
- Кавалер Первого Класса Сирийского ордена за Выдающиеся Заслуги (Сирийская Арабская Республика)
- Кавалер Высшего Ливанского Ордена «За заслуги» (Ливанская Республика)
- Кавалер Ордена с ожерельем Первого класса Республики Йемен
- Кавалер Большого Креста ордена Хуана Мора Фернандеса (Республика Коста Рика)
- Кавалер Большого Креста ордена Васко Нуньеса ди Бальбоа (Панамская Республика)
- Кавалер Большого Креста ордена Святых Маврикия и Лазаря (Савойский дом – Королевство Италия)
- Кавалер Большого Креста Святого Королевского ордена (Королевство Тонга)
- Кавалер Большого Креста с серебряной звездой ордена Данило I (Негуши – Королевство Черногория)
- Кавалер Большого Креста ордена Непорочного Зачатия (Браганса – Королевство Португалия)
- Кавалер Большого Креста Ордена Святого Иерусалимского Креста (Патриархат Католической церкви)